# 日本敬神崇祖自修団

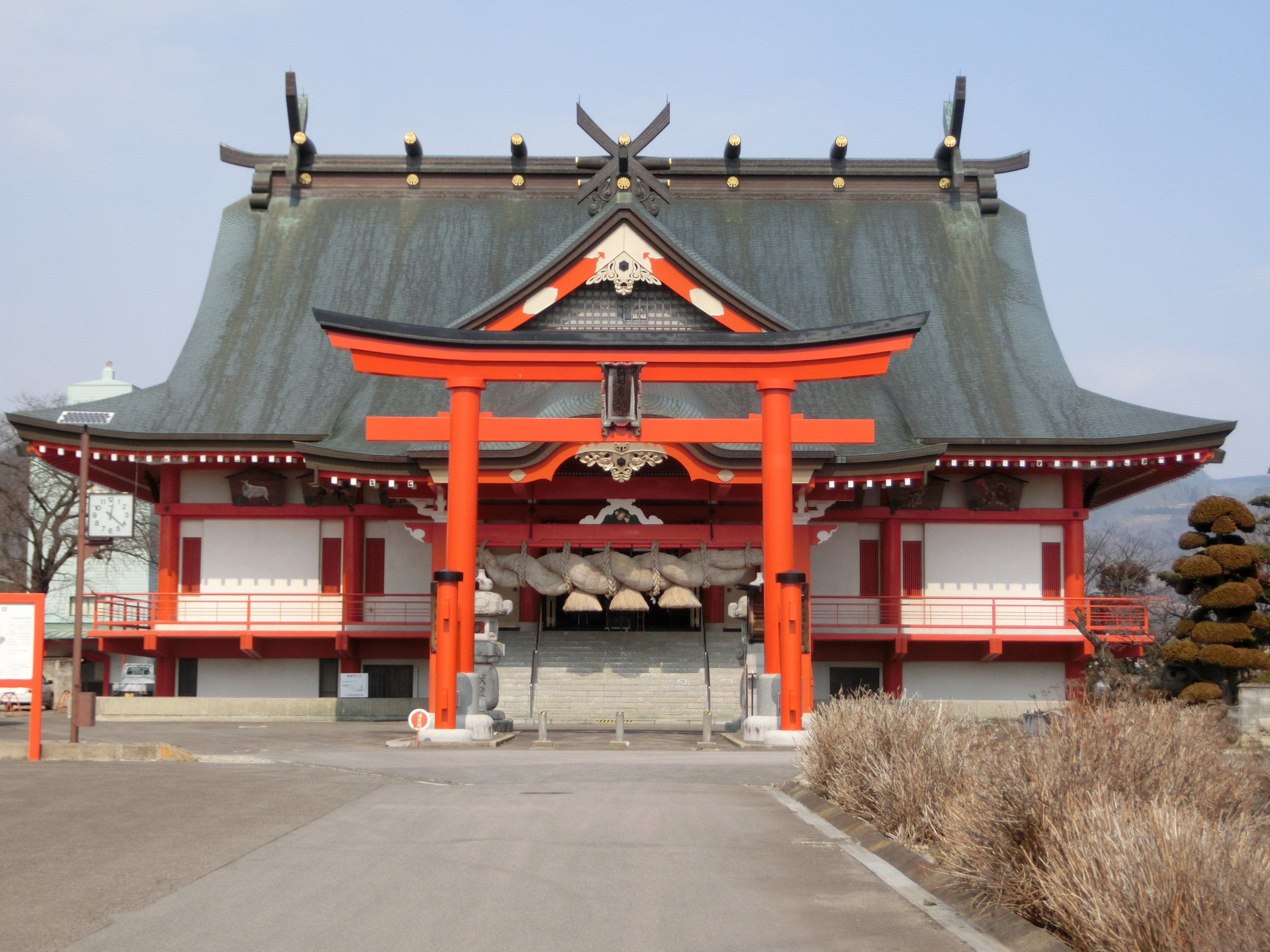
日本敬神崇祖自修団本部

日本敬神崇祖自修団（にほんけいしんすうそじしゅうだん）は、法華系の新宗教である。本部は福島県福島市にある。

## 概要
- 名称 宗教法人 日本敬神崇祖自修団
- 所在地 〒960-0231 福島県福島市飯坂町平野字坂ノ上28-2
- 創立年 1947年（昭和22年）
- 主唱者・理事長 戸次貞雄 （べっき さだお、尊称：司大恩師＝つかさだいおんし）
- 2代目理事長 八巻清（やまき きよし）
- 3代目理事長 八巻昇（やまき のぼる）
- 5代目理事長 八巻廣（やまき ひろし）
- 現理事長西牧伸弘(にしまき　のぶひろ)

## 教義
西田無学が提唱した在家による法華経の先祖供養の道「佛所護念法」
法華経開結に説かれる「教菩薩法」により六根の清浄、この世の浄化法を行ずる。また皇祖皇室からの神義である万象に対する神聖を斎き奉る。人類愛、物質文明の主導としてのキリスト教の真髄を心得えた上、さらに儒教に於る博愛、仁者となるべく心づくりを重んじる。  法華経、旧約聖書により日本の神道との結び付きを解き体系化し、万象と共に悦び合うを道としています。
すなわち祖先礼拝(佛所護念)、みそぎ祓い(教菩薩法)鎮魂帰神(妙法蓮華)により神仏を敬い先祖を尊びそれを自ら修める。
これを「出家」ではなく「在家宗教」として万人が無理なく修養することを目的に開祖したものである。
その特色として顕著なのが「改宗の不要」である。これは祖先礼拝の基本である自己の家系の歴史を尊び、直接の祖先たる祖父母、両親からの有縁無縁を引継ぎ、また自己の土地の氏神を尊ぶことによる究極の在家宗教の体現を目指している。
各家の先祖は元より家畜、ペットなどの動物。自分の身体を造る元となった食物や、微生物の御霊、文化の礎となった全ての恩恵を全て先祖とし、それらのお陰様で生活をしていること意識し行法により礼拝供養する。我が身に感謝出来る私になるように心づくりをする。  これすなわち神仏を尊び祖先を敬う。それを自ら実践する敬神崇祖自修団の意。

## 沿革
戸次貞雄は明治三十年熊本県山鹿町に生まれる。祖父が熱心な法華経の信者であり、小学4年生の頃から霊魂の存在を確信していた。13歳で上京して櫛職人となった。1918年（大正7年）に妻ミチと結婚。のちに中山法華経寺系シャーマンである若月チセのもとに通い、1925年（大正14年）にその場を通して久保角太郎と信仰仲間になった。そこで若月法座後援会として「霊の友会」を発足させる。貞雄の妻である尾張ミチが神の啓示を受け福島県で活動するも、久保や小谷喜美が福島をたびたび訪問するなど尾張ミチからの託宣を受けていた。
1929年（昭和4年）、尾張ミチの神示により梅津文弥を会長とし、貞雄自身は主唱者として、明法会の結成を主導。しかし翌年以降、布教に対する警察の取締りが厳しくなる。1938年（昭和13年）に貞雄はさらなる法の完成の為故郷の熊本に帰り阿蘇中岳の中腹にある清水滝で滝行などの修行を行う日々を送り、1944年（昭和19年）に再び福島に戻る。
1945年（昭和20年）に霊能者であった妻オワリが死去。かねてから霊能者の育成を意図して、大日本自修団と称して活動を再開、昭和22年に現教団名に改称した。
1965年（昭和40年）に貞雄が死去。八巻清が第2代の理事長に就任。1987年（昭和62年）の死去まで任めた。同年、清の死去後に八巻昇が3代目の理事長に就任。 その後、八巻廣の後、現理事長は西牧伸弘氏。

## 道場・研修所
- 西牧道場 福島県福島市飯坂町平野字屋敷前19-2
- 桑折道場 福島県伊達郡桑折町谷地道上1-1
- 司観音閣市川道場 千葉県市川市市川南4-13-20
- 銚子研修所 千葉県銚子市長崎町10299
- 主唱者修行場　熊本県阿蘇郡南阿蘇村吉田　清水滝